# Gender mainstreaming
Gender mainstreaming este o strategie internațional asumată pentru realizarea egalității de gen. Gender mainstreaming nu poate exista fără o bază legală compatibilă și fără angajament politic. Aceasta implică integrarea perspectivei de gen în toate etapele politicilor publice și necesită un plan de acțiune clar. Astfel, cu ajutorul gender mainstreaming, intervențiile publice sunt mai eficiente și asigură eliminarea inegalităților, dar și a cauzelor acestora. 
Gender mainstreaming presupune luarea în considerare a două dimensiuni în procesul de elaborare a politicilor publice: 
1.	Reprezentarea de gen, în termeni de:
- Beneficiari – la nivelul politicii UE, femeile și bărbații se bucură de aceeași reprezentativitate în calitate de beneficiari;
- Forță de muncă – femeile lucrează mai degrabă în sectoare cu salarii mai mici decât ale bărbaților. În timp de femeile sunt subreprezentate în domeniul energiei și în pozițiile de decizie, acestea sunt suprareprezentate în domeniul educației;
- Participare la procesul de decizie – în prezent, participarea femeilor și bărbaților în procesul de planificare și de luare a deciziilor este neechilibrată.

2. Receptivitatea conținutului politicilor publice la gen. Conținutul politicilor trebuie să fie receptiv la gen, adică să se adresează în mod egal atât bărbaților, cât și femeilor, dar și să țină cont de nevoile tuturor. În prezent, chiar dacă legile tratează femeile și bărbații ca egali, femeile încă nu au acces egal și control asupra resurselor și a bunurilor.

## Implementarea gender mainstreamin
Implementarea efectivă a strategiei gender mainstreaming presupune:
- Planificare și comunicarea planului;
- Resurse (buget, timp, instrumente);
- Implicare tuturor persoanelor și instituțiilor interesate (consultare);
- Monitorizare și evaluare (raportare regulată și prezentarea rezultelor);
- Generare de cunoștințe ți facilitarea schimbului de bune practici;
- Expertiza de gen

## Ciclul politicilor publice
În procesul de integrare a perspectivei de gen, există un ciclu al politicilor publice, iar fiecare etapă din acest ciclu are anumite elemente care necesită atenție.

### 1. Definire
Elemente importante
- Analiza necesitatății politicii
- Relevanța din perspectiva genului în setarea obiectivelor
- Existența diferențelor de gen într-un anumit domeniu
- Utilizarea studiilor și analizelor existente
- Consultarea stakeholderilor
- Formarea echipei

### 2. Planificare
Elemente importante:
- Identificarea obiectivelor politicilor de gen și a metodelor potrivite pentru a le realiza
- Analiza bugetului din perspectiva genului
- Stabilirea indicatorilor, utili în motinorizare
- Stabilirea pașilor și a momentelor de evaluare
- Asigurarea reprezentării de gen în cadrul echipei
- Asigurarea expertizei de gen
- Transparență

### 3.	Acțiune/Implementare
Elemente importante:
- Asigurarea formării echipei
- Comunicare publică

### 4.	Verificare/Monitorizare
Elemente importante: 
- Colectarea informațiilor funcție de indicatorii stabiliți
- Evaluare
- Diseminarea rezultatelor evaluării pentru promovarea învățării

## Gender mainstreaming în Uniunea Europeană
La nivel european, gender mainstreaming este recunoscut ca un drept fundamental și o condiție necesară pentru realizarea obiectivelor UE de creștere, ocupare a forței de muncă și coeziune socială. Încă din 1996, Comisia Europeană și-a asumat două abordări complementare în realizarea egalității de gen – gender mainstreaming și implementarea măsurilor specifice pentru eliminarea, prevenirea sau reducerea inegalităților de gen.

### Cronologie:
1957 – Tratatul de la Roma – incorporează principiul plată egală pentru muncă de valoare egală (Art. 19)
1996 – Comisia s-a angajat să integreze dimensiunea de gen ca strategie de promovare a egalității de gen în toate politicile și activitățile sale, alături de punerea în aplicare a măsurilor specifice.
1999 – Tratatul de la Amsterdam – formalizează angajamentul comunitar privind integrarea perspectivei de gen (Art. 2, Art. 3)
2003 – Prima rezoluție a Parlamentului European în domeniul integrării perspectivei de gen
2006 – Primul Pact european pentru egalitatea de gen
2006-2010 – Harta Uniunii Europene pentru Egalitatea între Femei și Bărbați 2006-2010, având următoarele priorități:
- independență economică egală pentru femei și bărbați
- reconcilierea vieții privitate și a vieții profesionale
- reprezentare egală în procesul de luare a deciziilor
- eradicarea tuturor formelor de violență de gen
- eliminarea stereotipurilor de gen
- promovarea egalității de gen în politicile externe și de dezvoltare

2007 – Tratatul de funcționare a Uniunii Europene – TFUE oferă temeiul juridic pentru legislația UE de combatere a discriminării bazate pe sex, rasă sau origine etnică, religie sau convingeri, handicap, vârstă sau orientare sexuală (Art. 19), asigură principiul gender mainstreaming (art. 8), egalitate de gen pe piața muncii (Art. 157), prevenirea și combaterea tuturor tipurilor de trafic și abuz sexual asupra femeilor (Art. 79) și lupta împotriva violenței de gen (Declarația despre Art. 8).
2008 – Comunicarea Comisiei Europene privind „nediscriminarea și egalitatea de șanse: un angajament reînnoit”
2009 – Tratatul de la Lisabona – principiul non-discriminării și al egalității de gen (Art. 2și promovarea non-discriminării și a egalității între femei și bărbați (Art. 3).
2010 – Carta drepturilor fundamentale ale Uniunii Europene – principiul non-discriminării (Art. 21) și prevederea necesității asigurării egalitatății între femei și bărbați în toate domeniile, inclusiv ocuparea forței de muncă, munca și salarizarea" (Art. 23).
2010-2015- Strategia pentru egalitate între femei și bărbați 2010-2015, având 6 domenii prioritare de acțiune:
- independență economică egală
- plată egală pentru muncă de valoare egală
- demnitate, integritate și oprirea violenței de gen
- egalitate de gen în acțiuni externe
- intersecționalitate
- aspecte orizontale

2016-2019 – Angajament strategic pentru egalitatea de gen 2016-2019, având 5 domenii prioritare de acțiune:
- independență economică egală pentru femei și bărbați
- plată egală pentru muncă de valoare egală
- egalitate în procesul de luare a deciziilor
- demnitate, integritate și oprirea violenței de gen
- promovarea egalității de gen în afara Uniunii Europene

2011-2020 – Pactul European pentru egalitate de gen